# Pulwama
Pulwama là một thị xã và là nơi đặt ủy ban khu vực quy hoạch (notified area committee) của quận Pulwama thuộc bang Jammu và Kashmir, Ấn Độ.

## Địa lý
Pulwama có vị trí 33°53′B 74°55′Đ / 33,88°B 74,92°Đ Nó có độ cao trung bình là 1630 mét (5347 feet).

## Nhân khẩu
Theo điều tra dân số năm 2001 của Ấn Độ, Pulwama có dân số 15.521 người. Phái nam chiếm 59% tổng số dân và phái nữ chiếm 41%. Pulwama có tỷ lệ 62% biết đọc biết viết, cao hơn tỷ lệ trung bình toàn quốc là 59,5%: tỷ lệ cho phái nam là 75%, và tỷ lệ cho phái nữ là 43%. Tại Pulwama, 10% dân số nhỏ hơn 6 tuổi.